# بحران میانسالی
بحران میانسالی وضعیتی احساسی از شک و اضطراب است که در آن شخص به دلیل درک این که نیمی از دورهٔ زندگی وی گذشته‌است، ناآرام می‌گردد. این حالت معمولاً بازتاب‌هایی از شیوه‌ای که شخص زندگی‌اش را تا کنون بدان شیوه گذرانده‌است را شامل می‌شود و معمولاً با احساسی مبتنی بر اینکه به اندازهٔ کافی زندگی وی به سامان نرسیده و نتایج قابل توجهی از آن حاصل نگردیده، همراه است. فرد در این حالت ممکن است نسبت به زندگی، پیشه یا شریک زندگی خود احساس ملالت نماید و برای ایجاد تغییر در این موارد، میل قوی‌ای را حس کند. همچنین این وضعیت «آغاز فردیت» - فرایند تحقق نفس یا «خودشکوفایی» - که تا هنگام مرگ ادامه می‌یابد نیز هست. این وضعیت در بازهٔ سنی ۳۵ تا ۵۵ سال معمول‌تر است و در مردان در مقایسه با زنان، بیشتر روی می‌دهد.